# La Spirale du mensonge
La Spirale du mensonge (The Governor's Wife) est un téléfilm américain réalisé par David Burton Morris, diffusé le 21 septembre 2008 sur Lifetime Movie Network.

## Fiche technique
- Titre original : The Governor's Wife ou Deadly Suspicion
- Réalisation : David Burton Morris
- Scénario : Edithe Swensen
- Photographie : James W. Wrenn
- Musique : Lawrence Shragge
- Société de production : Larry Levinson Productions (en)
- Pays : États-Unis
- Durée : 95 minutes

## Distribution
- Marilu Henner : Ann Danville
- Emily Bergl (VF : Valérie Nosrée) : Dr Heather McManus
- Matt Keeslar : Nathan Danville
- Scout Taylor-Compton : Hayley Danville
- Timothy Bottoms : Shérif Carl Lovett
- Wendy Glenn (VF : Catherine Cipan) : Mandy Paulson
- Martin Mathieu : David
- Don Williams : Archbishop
- Melissa Bickerton : Barb
- Sven Holmberg (VF : Laurent Larcher) : Keith Slier